# La Maîtresse du lieutenant français
Pour plus de détails, voir Fiche technique et Distribution.
La Maîtresse du lieutenant français (titre original :The French Lieutenant's Woman) est un film américano-britannique réalisé par Karel Reisz, sorti en 1981.
Adapté par le dramaturge Harold Pinter, le scénario du film est tiré du roman de John Fowles, Sarah et le Lieutenant français, publié en 1969. La musique originale est de Carl Davis et les images de Freddie Francis.
Le film met en vedette Meryl Streep et Jeremy Irons.

## Synopsis
L'histoire mêle l'intrigue du livre de John Fowles, à celle de deux acteurs sur le tournage de l'adaptation cinématographique de ce même livre. Les deux acteurs Anna et Mike vivent une histoire d'amour sur le tournage. En parallèle, on suit l'intrigue du livre adapté, à savoir l'histoire d'amour entre Sarah Woodruff, connue dans la société victorienne de la ville de Lyme Regis comme « la maîtresse du lieutenant français », et Charles Smithson, paléontologue, personnages que ces deux acteurs incarnent dans l'adaptation.

## Fiche technique
- Titre : La Maîtresse du lieutenant français
- Titre original : The French Lieutenant's Woman
- Réalisation : Karel Reisz
- Scénario : Harold Pinter, d'après le roman de John Fowles, Sarah et le Lieutenant français
- Montage : John Bloom
- Photographie : Freddie Francis
- Musique : Carl Davis et Wolfgang Amadeus Mozart (Adagio de la Sonate K. 576)
- Direction artistique : Assheton Gorton
- Costumes : Tom Rand
- Décor naturel : la villa est celle de Broad Leys (en), conçue par Charles Voysey en 1898.
- Tournage : Twickenham Studios (Londres), Lyme Regis, Darouth, Exeter et Cumbria.
- Société de distribution : 20th Century Fox - United Artists
- Pays de production :  Royaume-Uni |  États-Unis
- Durée : 124 minutes (2 h 4)
- Dates de sortie :
  - Royaume-Uni : août 1981
  - États-Unis : 18 septembre 1981
  - France : 17 mars 1982

## Distribution
- Meryl Streep (VF : Annie Sinigalia) : Sarah / Anna
- Jeremy Irons (VF : Jacques Frantz) : Charles Henry Smithson / Mike
- Hilton McRae (VF : Henri Courseaux) : Sam
- Emily Morgan : Mary
- Charlotte Mitchell (VF : Jane Val) : Mrs. Tranter
- Lynsey Baxter (VF : Catherine Hubeau) : Ernestina
- Jean Faulds (VF : Marie Francey) : La cuisinière
- Peter Vaughan (VF : Henri Poirier) : Mr. Freeman
- Colin Jeavons : Le prêtre
- Liz Smith : Mrs. Fairley
- Patience Collier (VF : Lita Recio) : Mrs. Poulteney
- John Barret : Le fermier
- Leo McKern (VF : René Arrieu) : Dr Grogan
- Gérard Falconetti (VF : François Leccia) : Davide
- Richard Griffiths : Sir Tom
- Graham Fetcher-Cook : Le messager
- David Warner : Murphy

## Critiques
- Jacques Siclier : « À travers une fiction du vingtième siècle et le métier d'acteur, Karel Reisz montre magistralement le pouvoir, la séduction romanesques du cinéma[1]. »
- Michel Mardore : « On ne devrait pas crier au miracle, tant cela relève du plaisir romanesque normal. En notre temps d'austérité, d'absence d'imagination, les rebondissements de La Maîtresse du lieutenant français, le mystère et la tension que Karel Reisz a su y introduire procurent une volupté rare[2]. »
- Alix de Saint-André : « Deux intrigues en contrepoint - de rythme et d'éclairage - arrivent par la magie du subtil montage de Karel Reisz à se fondre dans un film superbe et superbement intelligent. Grâce à la performance de Meryl Streep, la dame en noir laisse flotter un parfum de mystère et de poésie[3]... »

## Prix

### Récompenses
- Golden Globe de la meilleure actrice dans un film dramatique 1982 pour Meryl Streep
- BAFTA de la meilleure actrice 1982 pour Meryl Streep
- BAFTA de la meilleure musique de film 1982 pour Carl Davis
- BAFTA du meilleur son 1982

### Nominations
- Oscar de la meilleure actrice 1982  pour Meryl Streep
- Oscar du meilleur scénario adapté 1982 pour Harold Pinter
- Oscar des meilleurs décors 1982 pour Assheton Gorton et Ann Mollo
- Oscar des meilleurs costumes 1982 pour Tom Rand
- Oscar du meilleur montage 1982 pour John Bloom
- Golden Globe du meilleur film dramatique 1982
- Golden Globe du meilleur scénario 1982 pour Harold Pinter
- BAFTA du meilleur film 1982
- BAFTA du meilleur réalisateur 1982 pour Karel Reisz
- BAFTA du meilleur acteur 1982 pour Jeremy Irons
- BAFTA du meilleur scénario 1982 pour Harold Pinter
- BAFTA de la meilleure photographie 1982 pour Freddie Francis
- BAFTA du meilleur montage 1982 pour John Bloom
- BAFTA des meilleurs décors 1982 pour Assheton Gorton
- BAFTA des meilleurs costumes 1982 pour Tom Rand
- César du meilleur film étranger 1983